# Pariser Verträge

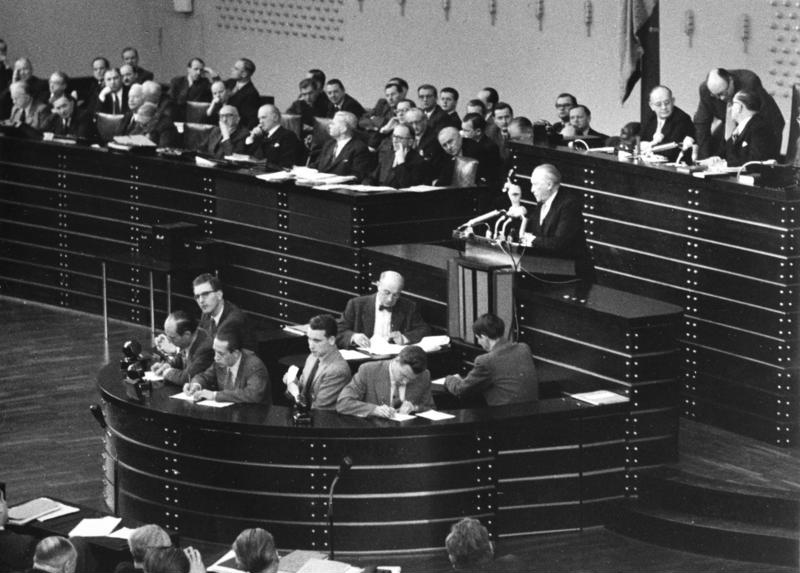
Rede zu den Pariser Verträgen von Bundeskanzler Konrad Adenauer im Deutschen Bundestag am 25. Februar 1955

Die Pariser Verträge sind ein 1954/55 ausgearbeitetes und verabschiedetes internationales Vertragswerk, das am 5. Mai 1955 in Kraft trat, darunter auch der revidierte Deutschlandvertrag als bedeutendster Teil. Sie beendeten das Besatzungsregime in Westdeutschland, hoben das Besatzungsstatut auf und stellten für die Bundesrepublik Deutschland eine Teilsouveränität her. Die Staatsgewalt der Bundesrepublik über ihre inneren und äußeren Angelegenheiten blieb insoweit beschränkt, als die drei Westmächte ihre Rechte aus der Berliner Deklaration von 1945 in Bezug auf Gesamtdeutschland und Berlin beibehielten. Einschränkungen durch alliierte Vorbehaltsrechte bestanden noch formal über die Wiedervereinigung 1990 hinaus bis zum Inkrafttreten des Zwei-plus-Vier-Vertrages am 15. März 1991, wurden jedoch von den Alliierten am 1. Oktober 1990 für suspendiert erklärt.
Das Vertragswerk enthält insgesamt elf Verträge und Abkommen, darunter folgende Einzelverträge:
- Generalvertrag (Aufhebung des Besatzungsregimes, nach Artikel 1 erhielt die Bundesrepublik „die volle Macht eines souveränen Staates über ihre inneren und äußeren Angelegenheiten“)
- Beitritt zur Westeuropäischen Union (WEU)
- Beitritt zur NATO
- Vertrag über den Aufenthalt ausländischer Streitkräfte in der Bundesrepublik Deutschland (Aufenthaltsvertrag)[3]
- Abkommen zwischen den Regierungen der Bundesrepublik Deutschland und der Französischen Republik über das Statut der Saar

## Zustandekommen der Verträge

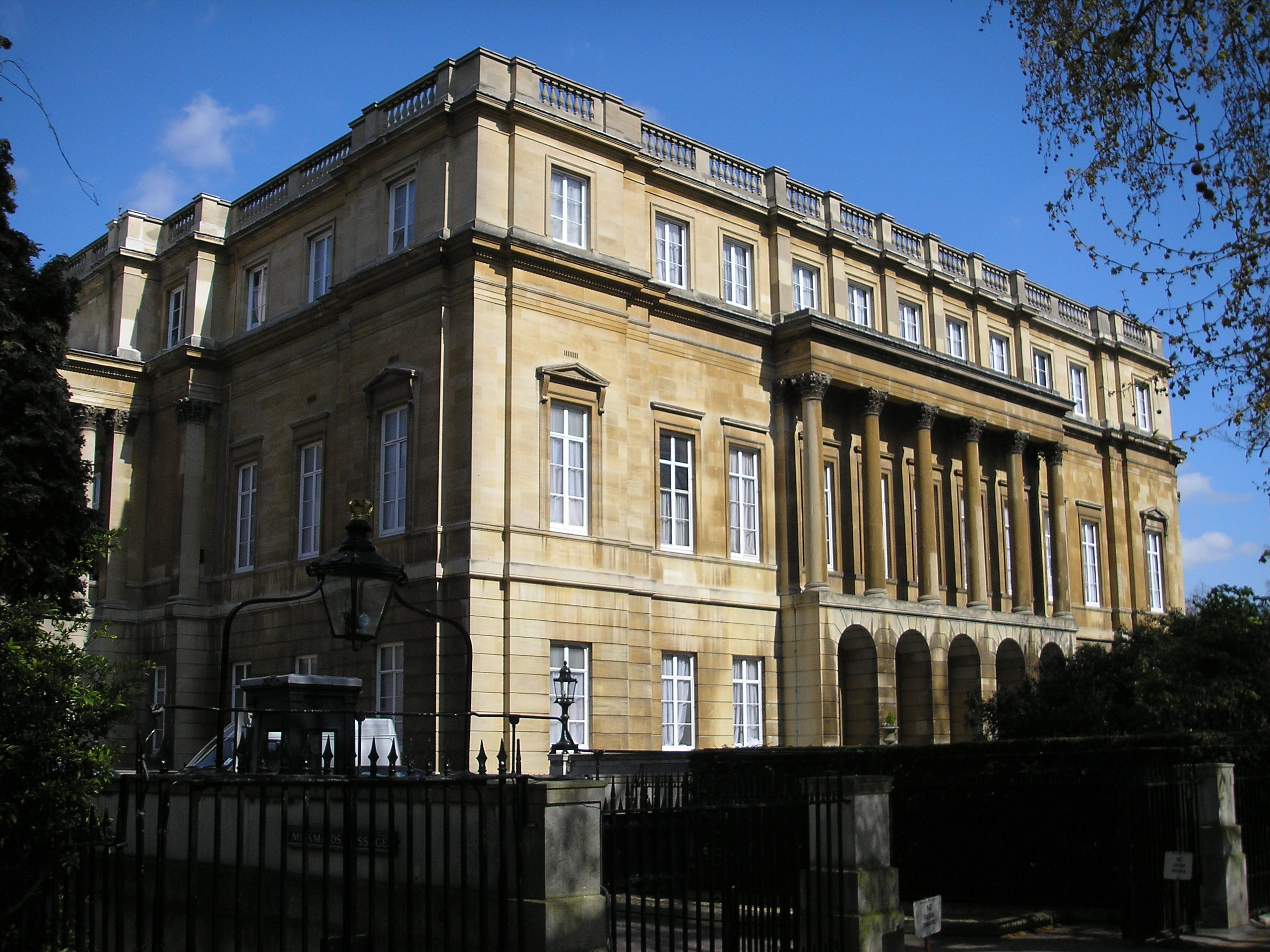
Lancaster House

Nachdem die Ratifikation des Deutschlandvertrags am 30. August 1954 in der französischen Nationalversammlung gescheitert war, damit auch die Europäische Verteidigungsgemeinschaft (EVG), wurden auf zwei internationalen Konferenzen Alternativpläne beraten und in Vertragsform gebracht, die der britische Außenminister Anthony Eden vorbereitet hatte. Im Lancaster House im Londoner West End fand vom 28. September bis zum 3. Oktober 1954 eine Neunmächtekonferenz statt, an der die sechs EVG-Staaten, Großbritannien, die Vereinigten Staaten von Amerika und Kanada teilnahmen. Die Regierungen der USA (Kabinett Eisenhower) und Großbritanniens (Kabinett Churchill III) erklärten ihre Bereitschaft, Streitkräfte auf dem europäischen Kontinent zu stationieren. Die Abschlusskonferenz über die Londoner Akte, das Ergebnis der Konferenz, wurde für den 23. Oktober 1954 in Paris angesetzt. In der Pariser Außenministerkonferenz (19.–23. Oktober) beschlossen die beteiligten Staaten die entsprechenden Verträge. Vier verschiedene Konferenzen in Paris formulierten und berieten diese Verträge:
- Über die Beendigung des Besatzungsregimes beriet eine Viererkonferenz;
- über die Erweiterung des Brüsseler Paktes beriet eine Sieben-Mächte Konferenz;
- über die Aufnahme der Bundesrepublik Deutschland in die NATO beriet eine Fünfzehn-Mächte-Konferenz;
- über die Saarfrage und das französisch-deutsche Verhältnis berieten Frankreich und die Bundesrepublik.

Die Verträge wurden am 23. Oktober von den Mitgliedern des Brüsseler Fünfmächtepakts, der Bundesrepublik Deutschland und Italien in Paris unterzeichnet, am 27. Februar 1955 im Bundestag ratifiziert und traten am 5. Mai 1955 in Kraft.

## Souveränität Deutschlands

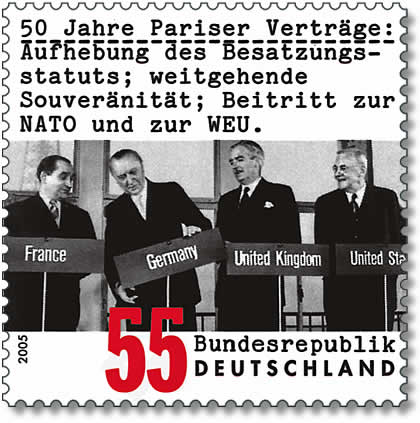
Briefmarken-Jahrgang 2005 der Bundesrepublik Deutschland

Die Pariser Verträge von 1954 sicherten der Bundesrepublik Deutschland die Souveränität in einem ausgehandelten System von Zusagen und Bindungen zu. Die Alliierte Hohe Kommission und die Dienststellen der Landeskommissare in der Bundesrepublik wurden aufgelöst, das Besatzungsstatut aufgehoben. Deutschlands Souveränität war jedoch erheblichen Einschränkungen unterworfen. Mehrere Artikel der Verträge standen ihr entgegen (siehe alliierte Vorbehaltsrechte nach 1955). Die alliierten Truppen auf dem Boden der Bundesrepublik erhielten vertraglich zugesicherte Sonderrechte auf der Basis der NATO-Verträge. Die drei westalliierten Mächte blieben für den Bereich Abrüstung und „Entmilitarisierung“ Deutschlands zuständig. Auch die Rechte und Verantwortlichkeiten in Bezug auf Berlin und auf Deutschland als Ganzes einschließlich der Wiedervereinigung Deutschlands und einer friedensvertraglichen Regelung blieben bestehen (siehe Viermächte-Status). In diesem Zusammenhang erklärten die Westalliierten, dass sie die Bundesregierung grundsätzlich an Entscheidungen der Besatzungsmächte teilhaben lassen wollten, die das unter Viermächteverwaltung stehende Berlin betrafen.
Im Zuge der Verhandlungsrunden wurden im Deutschlandvertrag von 1952 eine Reihe von Bestimmungen überarbeitet, die als Einschränkungen der deutschen Souveränität gedeutet hätten werden können. Es wurden gestrichen oder geändert:
- das Recht der drei westlichen Siegermächte, nach eigenem Ermessen Streitkräfte in der Bundesrepublik zu stationieren
- das Recht der drei Mächte, einen Notstand zu erklären und nach eigenem Ermessen zur Wiederherstellung der Ordnung oder zur Sicherheit ihrer Streitkräfte Maßnahmen zu ergreifen, die sogenannte „Notstandsklausel“
- die Befugnisse des geplanten Schiedsgerichtes, innerhalb der Bundesrepublik Maßnahmen auf dem Gebiet der Rechtsetzung, Rechtsprechung und Verwaltung zu treffen
- eine Reihe einzelner Bestimmungen im Überleitungsvertrag

Analog dazu erkannte die Sowjetunion am 20. September 1955 in einem Staatsvertrag die Souveränität der DDR an und löste die Hohe Kommission der SMAD auf. Kurz zuvor hatte sie diplomatische Beziehungen zur Bundesrepublik Deutschland aufgenommen. Im Juli hatte der sowjetische Parteichef Nikita Chruschtschow bei einem Besuch in der DDR die Zwei-Staaten-Theorie verkündet. Die Wiedervereinigung Deutschlands war demnach aus sowjetischer Sicht nicht mehr Aufgabe der Alliierten, sondern eine Aufgabe der beiden bestehenden deutschen Staaten.

## Beitritt zur WEU und NATO
Italien und die Bundesrepublik Deutschland wurden in den Brüsseler Pakt aufgenommen, der damit zur WEU erweitert wurde, und in deren System der gegenseitigen militärischen Hilfeleistung einbezogen. Diese schuf ein System der Rüstungskontrolle und legte für jedes Mitgliedsland Obergrenzen für die Streitkräfte fest. Gleichzeitig gab die Bundesrepublik ihren Verzicht auf ABC-Waffen zu Protokoll. Die USA, Großbritannien und Kanada sicherten zu, Streitkräfte auf dem europäischen Kontinent zu belassen. Die Bundesrepublik wurde als weitgehend gleichberechtigter Mitgliedsstaat in die NATO aufgenommen. Sämtliche Streitkräfte der Mitgliedsstaaten der NATO in Europa wurden dem Obersten Alliierten Befehlshaber in Europa unterstellt.
Im Abkommen über das Saarstatut wurde für das Saarland, das von Frankreich aus der französischen Besatzungszone und dann auch aus der Bundesrepublik herausgelöst worden war, eine „Europäisierung“ vorgesehen, eine Lösung, die im französischen Interesse lag. In der Volksabstimmung darüber scheiterte diese Lösung jedoch.
Am Tag der Unterzeichnung der Pariser Verträge erhielten die Westmächte eine diplomatische Note der Sowjetunion, in der eine Viererkonferenz über die Wiederherstellung der deutschen Einheit vorgeschlagen wurde. Später wurde eine europäische Sicherheitskonferenz vorgeschlagen. Kurz vor der ersten Lesung der Verträge im Bundestag kam die dritte Note: Wenn die westdeutsche Wiederbewaffnung beschlossen werde, werde die Sowjetunion die deutsche Einheit nicht mehr diskutieren.

## Ratifikation
Der SPD-Parteivorsitzende Erich Ollenhauer verlangte am 23. Januar 1955 in einem Brief an den Bundeskanzler, man müsse die Angebote der Sowjetunion vor der Ratifizierung der Pariser Verträge erproben, um auf dem Wege von Viermächteverhandlungen die Einheit Deutschlands wiederherzustellen. Die Annahme der Verträge festige nach Meinung der SPD die Spaltung Deutschlands. Sämtliche westlichen Regierungen dagegen sahen den sowjetischen Vorstoß als Stör- und Täuschungsmanöver, das die Ratifizierung der Pariser Verträge verhindern sollte.
Die Pariser Verträge und das Saar-Statut wurden vom Deutschen Bundestag am 27. Februar 1955 gegen die Stimmen der Sozialdemokraten gebilligt, am 18. März 1955 stimmte auch der Bundesrat zu. Nach der Ratifikation trat der Deutschlandvertrag am 5. Mai 1955 in Kraft, tags darauf wurde die Bundesrepublik Mitglied der WEU und der NATO.
Die Sowjetunion reagierte am 14. Mai 1955 mit einer Konferenz in Warschau, wo sie zusammen mit Albanien, Bulgarien, der DDR, Polen, Rumänien und der Tschechoslowakei einen „Vertrag über Freundschaft, Zusammenarbeit und gegenseitigen Beistand“ unterzeichnete, den Warschauer Pakt.
Nach der Ablehnung in der Volksabstimmung wurde das Europäische Saarstatut am 17. Oktober 1956 vom deutsch-französischen Saarabkommen abgelöst. Das Saarland wurde schließlich zum 1. Januar 1957 als neues Land in die Bundesrepublik eingegliedert. Die Vorbehaltsrechte der früheren westlichen Besatzungsmächte hinsichtlich der Sicherheit ihrer in der Bundesrepublik stationierten Streitkräfte, die im Deutschlandvertrag vereinbart worden waren, erloschen mit den Verfassungsänderungen des Grundgesetzes vom 14. Juni 1968, der „Notstandsverfassung“.

## Zeitliche Einordnung
| Unterz. In Kraft Vertrag                    | 1948 Brüsseler Pakt                                               | 1951 1952 Paris                                                   | 1954 1955 Pariser Verträge                      | 1957 1958 Rom                                       | 1965 1967 Fusions- vertrag                          | 1986 1987 Einheitliche Europäische Akte | 1992 1993 Maastricht     | 1992 1993 Maastricht          | 1997 1999 Amsterdam           | 2001 2003 Nizza        | 2001 2003 Nizza | 2007 2009 Lissabon |  |  |  |  |  |  |  |  |  |
|                                             |                                                                   |                                                                   |                                                 |                                                     |                                                     |                                         |                          |                               |                               |                        |                 |                    |  |  |  |  |  |  |  |  |  |
| Europäische Gemeinschaften                  | Europäische Gemeinschaften                                        | Drei Säulen der Europäischen Union                                | Drei Säulen der Europäischen Union              | Drei Säulen der Europäischen Union                  | Drei Säulen der Europäischen Union                  | Drei Säulen der Europäischen Union      |                          |                               |                               |                        |                 |                    |  |  |  |  |  |  |  |  |  |
|                                             | Europäische Atomgemeinschaft (Euratom)                            | Europäische Atomgemeinschaft (Euratom)                            | →                                               |                                                     |                                                     |                                         | ←                        |                               |                               |                        |                 |                    |  |  |  |  |  |  |  |  |  |
|                                             |                                                                   |                                                                   | →                                               | Europäische Gemeinschaft für Kohle und Stahl (EGKS) | Europäische Gemeinschaft für Kohle und Stahl (EGKS) | Vertrag 2002 ausgelaufen                | Vertrag 2002 ausgelaufen |                               | Europäische Union (EU)        | Europäische Union (EU) |                 |                    |  |  |  |  |  |  |  |  |  |
|                                             |                                                                   |                                                                   | →                                               | Europäische Wirtschaftsgemeinschaft (EWG)           | Europäische Wirtschaftsgemeinschaft (EWG)           |                                         | ←                        | Europäische Gemeinschaft (EG) | Europäische Gemeinschaft (EG) | Europäische Union (EU) |                 |                    |  |  |  |  |  |  |  |  |  |
|                                             |                                                                   |                                                                   | →                                               | Justiz und Inneres (JI)                             |                                                     |                                         | ←                        | Europäische Gemeinschaft (EG) | Europäische Gemeinschaft (EG) | Europäische Union (EU) |                 |                    |  |  |  |  |  |  |  |  |  |
|                                             | Polizeiliche und justizielle Zusammenarbeit in Strafsachen (PJZS) | Polizeiliche und justizielle Zusammenarbeit in Strafsachen (PJZS) | →                                               | Justiz und Inneres (JI)                             | ←                                                   |                                         |                          |                               |                               | Europäische Union (EU) |                 |                    |  |  |  |  |  |  |  |  |  |
| Europäische Politische Zusammenarbeit (EPZ) | →                                                                 | Gemeinsame Außen- und Sicherheitspolitik (GASP)                   | Gemeinsame Außen- und Sicherheitspolitik (GASP) | Gemeinsame Außen- und Sicherheitspolitik (GASP)     | ←                                                   |                                         |                          |                               |                               | Europäische Union (EU) |                 |                    |  |  |  |  |  |  |  |  |  |
| Westunion (WU)                              | Westunion (WU)                                                    | Westeuropäische Union (WEU)                                       | Westeuropäische Union (WEU)                     | Westeuropäische Union (WEU)                         | Westeuropäische Union (WEU)                         |                                         |                          |                               |                               | Europäische Union (EU) |                 |                    |  |  |  |  |  |  |  |  |  |
| Westunion (WU)                              | Westunion (WU)                                                    | Westeuropäische Union (WEU)                                       | Westeuropäische Union (WEU)                     | Westeuropäische Union (WEU)                         | Westeuropäische Union (WEU)                         | aufgelöst zum 1. Juli 2011              |                          |                               |                               |                        |                 |                    |  |  |  |  |  |  |  |  |  |
|                                             |                                                                   |                                                                   |                                                 |                                                     |                                                     |                                         |                          |                               |                               |                        |                 |                    |  |  |  |  |  |  |  |  |  |